# Megalopus nigrovittatus
Megalopus nigrovittatus es una especie de coleóptero de la familia Megalopodidae.

## Distribución geográfica
Habita en Bolivia.